# Olalla-Fingerratten
Die Olalla-Fingerratten (Olallamys) sind eine Gattung der Unterfamilie Dactylomyinae in der Familie Stachelratten (Echimyidae). Die Gattung enthält zwei Arten, die im Norden Südamerikas vorkommen. Albert Günther wählte ursprünglich Thrinacodus als Gattungsnamen. Dieser Name wurde jedoch in der Zoologie schon früher für eine ausgestorbene Haigattung verwendet, weshalb eine Umbenennung der Nagetiergattung erforderlich war (Homonymie).
Die Gattung ist nach den Gebrüdern Olalla aus Ecuador benannt, die als Tiersammler aktiv waren.
Es gibt folgende Arten:
- Olallamys albicauda, mit zwei Populationen im Nordwesten Kolumbiens.
- Olallamys edax, in Venezuela südlich des Maracaibo-See.

Wie alle Mitglieder der Unterfamilie Dactylomyinae besitzen die Olalla-Fingerratten ein weiches Fell ohne Stacheln, womit sie sich von anderen Stachelratten unterscheiden. Die Oberseite ist rot- oder gelbbraun und der Bauch ist weißlich, manchmal mit gelben Schattierungen. Der Schwanz ist ebenfalls behaart und bei Olallamys albicauda an der Unterseite sowie im hinteren Teil weiß. Die Olallamys-Arten erreichen eine Kopf-Rumpf-Länge von 18 bis 24 cm und eine Schwanzlänge von 25 bis 35 cm. Die dritten und vierten Finger/Zehen an Händen und Füßen sind leicht verlängert.
Die Olalla-Fingerratten besiedeln Gebirge in Höhen zwischen 2000 und 3200 Metern. Sie leben im dichten Unterholz der Wälder, das oft von Bambus dominiert wird. Von Olallamys edax ist bekannt, dass sie nachts aktiv ist und im Gestrüpp klettert. Olallamys albicauda wird unter anderem vom Krabbenfuchs (Cerdocyon thous) gejagt.
Die IUCN listet beide Arten in der Kategorie „keine ausreichenden Daten“ (Data Deficient).

## Referenzliteratur
- Ronald M. Nowak: Walker's Mammals of the World. 2 Bände. 6. Auflage. Johns Hopkins University Press, Baltimore MD u. a. 1999, ISBN 0-8018-5789-9.